# Kvabebihyrax
Kvabebihyrax is een geslacht van uitgestorven zoogdieren uit de orde der Klipdasachtigen dat voorkwam in het Laat-Plioceen.

## Beschrijving
Dit honderdzestig centimeter lange dier had een robuust lichaam. De ogen stonden boven op de kop, waardoor het dier meer gelijkenis vertoonde met een nijlpaard dan met een klipdas. De bovenkaak bevatte een paar zeer grote snijtanden, de onderkaak daarentegen twee paar platte en vlakke snijtanden. Beide kaken pasten precies in elkaar bij het sluiten van de bek.

## Vondsten
Resten van dit dier werden gevonden in de Kaukasus.